# 毛叶桉
毛叶桉（学名：Eucalyptus torelliana）为桃金娘科桉属下的一个种。

## 扩展阅读
- 維基物種上的相關：毛叶桉